# Revue Générale de Botanique
Revue Générale de Botanique (abreviado Rev. Gén. Bot.) es una revista ilustrada con descripciones botánicas que es editada en Francia desde el año 1889.